# Сент-Олбанс Сити
«Сент-О́лбанс Си́ти» (англ. St Albans City FC) — английский футбольный клуб из города Сент-Олбанс, в графстве Хартфордшир. Образован в 1908 году, домашние матчи проводит на стадионе «Кларенс Парк». В настоящий момент выступает в Южной Национальной лиге, шестом по значимости футбольном турнире Англии.  В 2010—2011 годах потерпел дальнейший вылет, а затем вернулся в шестой эшелон в 2013—2014 годах после победы над «Чесхамом» со счетом 3:1 в финале плей-офф.

## Достижения
- Спартанская лига
  - Победители 1909/10 (секция Б), 1911/12
- Афинская лига
  - Победители 1920/21, 1921/22
- Премьер дивизион Истмийской лиги
  - Победители 1923/24, 1926/27, 1927/28
  - Призеры 1954/55, 1992/93
- Первый дивизион Истмийской лиги 
  - Победители 1985/86
- Южная конференция
  - Призеры 2005/06